# دوقية ستيريا
دوقية كانت تقع فيما هو اليوم جنوب النمسا وشمال سلوفينيا. كانت دوقية ستيريا (المجرية: Stájer Hercegség ؛ الألمانية: Herzogtum STEIERMARK:؛ السلوفينية  Vojvodina Štajerska). لقد كانت جزءا من الإمبراطورية الرومانية المقدسة إلى حين حلهh في 1806 وأرض تاج سيسليثيريامن النمسا-المجر إلى حين حلها في عام 1918.

## التاريخ
تم إنشاؤها من قبل الإمبراطور فريدريك بربروسا عام 1180 عندما رفعت مارس ستيريا إلى دوقية مرتبة متساوية مع كارينثيا وبافاريا المجاورة، بعد سقوط الدوق البافري هاينريش الأسد في وقت سابق من هذا العام. مارغريف أوتوكار الرابع بذلك أصبح أول دوق ستيريا وأيضا الآخير من سلالة أوتاكار القديمة. بما أن أوتوكار لم يكن له مطلب، في 1186 قام بالتوقيع على معاهدة جورجنبيرغ "Georgenberg" مع ال بابينبيرغ العظام "Babenberg"، حكام النمسا منذ 976، وبعد ذلك يجب دائما أن يحكموا الدوقية سوية في اتحاد شخصي. عند وفاته في 1192، كما هو منصوص عليه ستيريا وقعت بيد دوق ال بابينبيرغليوبولد الخامس دوق النمسا.

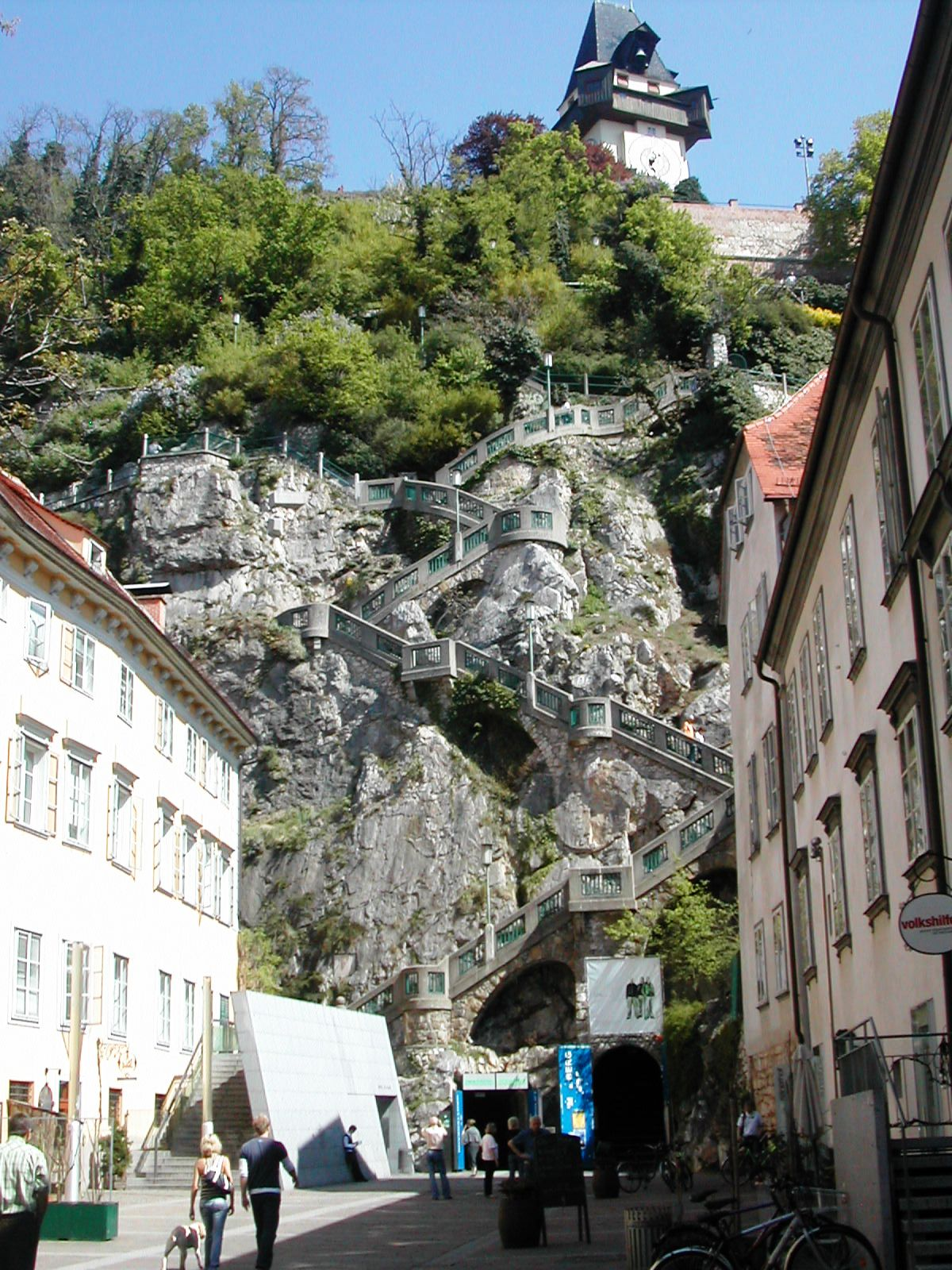
كرازر شلوزبيرغ

ال بابينبيرغ النمساويون انقرضوا في 1246، عندما قُتل لدوق فريدريك الثاني في معركة ضد الملك بيلا الرابع من المجر. ستيريا، في الواقع إقطاعية إمبراطورية منقطعة، بسبب عدم وجود سلطة مركزية بعد خلع الإمبراطور فريدريك الثاني من هوهنشتاوفن، تطور إلى موضع خلاف بين الولايات المجاورة. مُررت بسرعة إلى أيدي المجر في 1254، حتى غزاها الملك البوهيمي  أوتوكار الثاني، منتصرا في معركة كريسينبرين  "Kressenbrunn" عام 1260. الملك أوتوكار الثاني قد تزوج أخت الدوق السابق مارغريت من ال بابينبيرغ وقد طالب بكل من النمسا وستيريا، ولكنه لاقى معارضة قوية من قبل الملك الألماني المنتخب رودولف من هابسبورغ، الذي طالب بالدوقية كاقطاعية عائدة له. رودولف انتصر في النهاية على أوتوكار في معركة ماشفيلد "Marchfeld" عام 1278، استولى على النمسا وستيريا ومنحهم لأبنائه ألبرت الأول ورودولف الثاني.